# Mistrzostwa Świata w Saneczkarstwie 1963
8. Mistrzostwa świata w saneczkarstwie – zawody saneczkarskie, które odbyły się w dniach 26–27 stycznia 1963 w austriackiej miejscowości Imst. Były to pierwsze zorganizowane w tym kraju mistrzostwa świata w saneczkarstwie. Jedynie Niemka Ilse Geisler w konkurencji jedynek zdołała obronić tytuł mistrzyni świata.  
Reprezentacja Polski zdobyła trzy medale, złoty para Ryszard Pędrak / Lucjan Kudzia i srebrny para Edward Fender / Mieczysław Pawełkiewicz w konkurencji dwójek oraz brązowy Janina Suszczewska w konkurencji jedynek.

## Kalendarium zawodów
| Kalendarz MŚ w saneczkarstwie 1963 |        |        |
| Konkurencja                        | Ślizgi | Ślizgi |
| Konkurencja                        | 26.01  | 27.01  |
| Mężczyźni                          |        |        |
| Jedynki                            |        |        |
| Dwójki                             |        |        |
| Kobiety                            |        |        |
| Jedynki                            |        |        |

## Lista uczestniczących reprezentacji
W mistrzostwach świata w saneczkarstwie brało udział 120 osób (28 kobiet i 92 mężczyzn) z 16 reprezentacji. Najliczniejsze reprezentacje wystawiły: Austria (17 osób), RFN (16) i Szwajcaria (14). Każda reprezentacja mogła wystawić ośmiu mężczyzn i sześć kobiet w konkurencji jedynek oraz cztery pary w konkurencji dwójek. 
| Lp. | Reprezentacja  | (Kobiety / Mężczyźni) – Łącznie |
| 1.  | Argentyna      | (0 / 1) – 1                     |
| 2.  | Austria        | (6 / 11) – 17                   |
| 3.  | Czechosłowacja | (3 / 6) – 9                     |
| 4.  | Francja        | (0 / 4) – 4                     |
| 5.  | Holandia       | (0 / 1) – 1                     |
| 6.  | Jugosławia     | (0 / 5) – 5                     |
| 7.  | Kanada         | (0 / 2) – 2                     |
| 8.  | Liechtenstein  | (0 / 3) – 3                     |

| Lp.   | Reprezentacja     | (Kobiety / Mężczyźni) – Łącznie |
| 9.    | NRD               | (3 / 9) – 12                    |
| 10.   | Norwegia          | (0 / 5) – 5                     |
| 11.   | Polska            | (4 / 7) – 11                    |
| 12.   | RFN               | (6 / 10) – 16                   |
| 13.   | Stany Zjednoczone | (0 / 6) – 6                     |
| 14.   | Szwajcaria        | (5 / 9) – 14                    |
| 15.   | Wielka Brytania   | (0 / 3) – 3                     |
| 16.   | Włochy            | (1 / 10) – 11                   |
| Razem | Razem             | (28 / 92) – 120                 |

### Reprezentacja Polski
Do mistrzostw świata Polski Związek Sportów Saneczkowych zgłosił 11 osób (7 zawodników i 4 zawodniczki) we wszystkich konkurencjach. 
| Mężczyźni |                         |                 |
| Lp.       | Zawodnik                | Konkurencja     |
| 1.        | Edward Fender           | jedynki, dwójki |
| 2.        | Lucjan Kudzia           | jedynki, dwójki |
| 3.        | Mieczysław Pawełkiewicz | jedynki, dwójki |
| 4.        | Ryszard Pędrak          | jedynki, dwójki |
| 5.        | Ryszard Siuda           | jedynki, dwójki |
| 6.        | Zdzisław Siuda          | jedynki, dwójki |
| 7.        | Jerzy Wojnar            | jedynki         |

| Kobiety |                          |             |
| Lp.     | Zawodniczka              | Konkurencja |
| 1.      | Anna Grabowska-Źróbikowa | jedynki     |
| 2.      | Helena Macher            | jedynki     |
| 3.      | Irena Pawełczyk          | jedynki     |
| 4.      | Janina Suszczewska       | jedynki     |

## Obrońcy tytułów
| Mężczyźni   |                                     |               |
| Konkurencja | Mistrz świata                       | Uwagi         |
| Jedynki     | Thomas Köhler                       | nie startował |
| Dwójki      | Giovanni Graber / Giampaolo Ambrosi | 19. miejsce   |

| Kobiety     |                  |         |
| Konkurencja | Mistrzyni świata | Uwagi   |
| Jedynki     | Ilse Geisler     | miejsce |

## Medaliści
| Konkurencja (liczba startujących)   | Złoto:                              | Czas    | Srebro:                                      | Czas   | Brąz:                            | Czas   |
| Mężczyźni                           |                                     |         |                                              |        |                                  |        |
| Jedynki (83 zaw. z 16 rep.)         | Fritz Nachmann                      | 2:18,61 | Hans Plenk                                   | + 0,41 | Klaus Bonsack                    | + 0,44 |
| Dwójki (28 par – 56 zaw. z 11 rep.) | Polska Ryszard Pędrak Lucjan Kudzia | 1:22,76 | Polska Edward Fender Mieczysław Pawełkiewicz | + 0,86 | Austria Anton Venier Ewald Walch | + 0,98 |
| Kobiety                             |                                     |         |                                              |        |                                  |        |
| Jedynki (28 zaw. z 7 rep.)          | Ilse Geisler                        | 3:02,87 | Helene Thurner                               | + 2,95 | Janina Suszczewska               | + 3,88 |

## Szczegóły

### Mężczyźni
| Miejsce | Zawodnik                | Narodowość | Czas    |
| złoto   | Fritz Nachmann          | RFN        | 2:18,61 |
| srebro  | Hans Plenk              | RFN        | + 0,41  |
| brąz    | Klaus Bonsack           | NRD        | + 0,44  |
| 4       | Reinhold Senn           | Austria    | + 1,04  |
| 5       | Lucjan Kudzia           | Polska     | + 1,10  |
| 6       | Ryszard Pędrak          | Polska     | + 1,18  |
| 7       | Helmut Thaler           | Austria    | + 1,24  |
| 8       | Max Leo                 | RFN        | + 1,26  |
| 9       | Walter Eggert           | NRD        | + 1,37  |
| 10      | Josef Fleischmann       | RFN        | + 1,74  |
|         |                         |            |         |
| 12      | Mieczysław Pawełkiewicz | Polska     | + 2,70  |
| 18      | Ryszard Siuda           | Polska     |         |
| 22      | Zdzisław Siuda          | Polska     |         |
| 25      | Edward Fender           | Polska     |         |
| 68      | Jerzy Wojnar            | Polska     |         |

| Miejsce | Zawodnicy                             | Narodowość | Czas    |
| złoto   | Ryszard Pędrak Lucjan Kudzia          | Polska     | 1:22,76 |
| srebro  | Edward Fender Mieczysław Pawełkiewicz | Polska     | + 0,86  |
| brąz    | Anton Venier Ewald Walch              | Austria    | + 0,98  |
| 4       | Klaus Bonsack Jochen Asche            | NRD        | + 1,10  |
| 5       | Reinhold Frosch Ludwig Gassner        | Austria    | + 1,52  |
| 6       | Wolfgang Scheidel Michael Köhler      | NRD        | + 1,70  |
| 7       | Zdzisław Siuda Ryszard Siuda          | Polska     | + 1,93  |
| 8       | Josef Lenz Josef Fleischmann          | RFN        |         |
| 9       | Helmut Thaler Willi Schöpf            | Austria    |         |
| 10      | Hans Plenk Albert Ertelt              | RFN        |         |

| Miejsce | Zawodniczka              | Narodowość     | Czas    |
| złoto   | Ilse Geisler             | NRD            | 3:02,87 |
| srebro  | Helene Thurner           | Austria        | + 2,95  |
| brąz    | Janina Suszczewska       | Polska         | + 3,88  |
| 4       | Ute Gähler               | NRD            | + 4,06  |
| 5       | Anna Grabowska-Źróbikowa | Polska         | + 4,30  |
| 6       | Erika Außendorfer        | Włochy         | + 4,58  |
| 7       | Oldříška Tylová          | Czechosłowacja | + 4,83  |
| 8       | Christa Matthias         | RFN            | + 5,12  |
| 9       | Lucie Hackelsberger      | RFN            | + 6,01  |
| 10      | Helena Macher            | Polska         | + 6,17  |
|         |                          |                |         |
| 11      | Irena Pawełczyk          | Polska         |         |

## Tabela medalowa
| Tabela medalowa |               |       |        |      |       |
| Miejsce         | Reprezentacja | Złoto | Srebro | Brąz | Razem |
| 1               | Polska        | 1     | 1      | 1    | 3     |
| 2               | RFN           | 1     | 1      | 0    | 2     |
| 3               | NRD           | 1     | 0      | 1    | 2     |
| 4               | Austria       | 0     | 1      | 1    | 2     |